# Лублински гето
Овај чланак је о гету. За Лублински резерват и логор Лублин-Липова погледајте План Ниско
Лублински гето је био гето који је током Другог светског рата постојао у пољском граду Лублину. Основала га је 1941. године нацистичка управа окупиране Пољске на територији Генералног губернаторства. Становници овог гета су били углавном Јевреји, мада се тамо налазио и значајан број Рома. 1942, Лублински гето је био један од првих нацистичких гета у Пољској који је одређен за ликвидацију.

## Историја
Већ 1940. СС и полицијски управник Одило Глобочник (СС командант који је организовао и оближњи јеврејски резерват) је натерао лублинске Јевреје да се концентришу у јеврејској четврти града. Разлог за ову одлуку је била чињеница да није хтео да гледа Јевреје близу свог штаба. Пре него што је гето основан, 24. марта 1941, десет хиљада Јевреја је почетком марта из Лублина протерано у руралне приградске области.
Одлука о избацивању и гетоизацији у марту 1941. је донета када је трупама Вермахта које су се спремале за инвазију на Совјетски Савез био потребан смештај у близини нацистичко-совјетске демаркационе линије. Гето, једини у Лублинском округу 1941. године, је био лоциран око области Подзамце, од капије Гродзка (у то доба познате као Јеврејска капија, јер је означавала границу између јеврејске и нејеврејске четврти града), дуж улица Лубартовска и Уницка, до границе улице Францисканске. Разни чланови јеврејских политичких партија су били заточени у лублинском замку и наставили су да илегално спроводе своје активности.
У време оснивања, у гету је било заточено 34.000 Јевреја и непознат број Рома. Готово сви су били мртви до краја рата. Већина њих, око 30.000 су депортовани у логор смрти Белзец (неки од њих кроз Пијаски гето) између 17. марта и 11. априла 1942; Немци су поставили квоту од 1.400 људи дневно које су слали у смрт. Преосталих 4.000 је прво премештено у Мајдан Татарски гето (други гето успостављен у предграђу Лублина) а затим или убијени тамо или послати у оближњи концентрациони логор Мајданек. Последњи житељи гета који су били у немачком заточеништву су убијени у логорима Мајданек и Травники током Операција Косидбени фестивал 3. новембра 1943. У време ликвидације гета, немачки министар пропаганде, Јозеф Гебелс је у свом дневнику написао: Процедура је прилично варварска, и овде је нећу детаљније описивати. Мало шта ће остати од Јевреја.
Након ликвидације Лублинског гета, немачке власти су искористиле принудну радну снагу логораша из Мајданека да сруше област бившег гета и симболично дигли у ваздух Махарамову синагогу (подигнуту у 17. веку у част Меира Лублина). На тај начин је избирсано неколико векова јеврејске културе и историје у Лублину - граду чију су око трећину становништва 1939. године чинили Јевреји.
Мало појединаца је успело да избегне ликвидацију Лублинског гета и успело да дође до Варшавског гета, доносећи вести о уништењу. Ове вести су убедиле неке варшавске Јевреје да Немци планирају да истребе целокупну јеврејску популацију Пољске Међутим, остали, укључујући начелника варшавског Јуденрат (јеврејски савет), Адама Чернијакова, су одбацили ове извештаје о масовним убиствима као преувеличавања. Укупно, само 230 лублинских Јевреја је преживело немачку окупацију.